# 甲芬那酸
甲芬那酸（英文：、或稱為甲滅酸與撲濕痛、莫炎500毫克膜衣錠），是一種非類固醇消炎止痛藥，用途是用來治療包括經痛等的疼痛。這種藥物在美國的上市商品名稱為「Ponstel」，輝瑞製藥將其以名稱「Ponstan」銷售到全世界，在亞洲被稱之為「寶速達爾」（Ponstal），在澳洲則是稱之為「Parkemed」，而在瑞士則是稱之為「Mephadolor」。甲芬那酸也被核准用作退燒藥（antipyretic）。

## 療效
甲芬那酸可以減輕發炎的症狀與紅腫，也可以減輕子宮收縮的症狀，舒緩經痛。女性月經時子宮內膜開始製造大量前列腺素E2，並釋放大量前列腺素E2進入經血，誘發一連串炎症反應，甚至導致子宮平滑肌收縮，誘發經痛。甲芬那酸通過抑制體內分布在發炎組織的環氧化酶COX-2的活性，減少花生四烯酸的代謝，因而抑制前列腺素的分泌產生。

## 禁忌
因為肝代謝在排除甲芬那酸的過程中佔有很大的重要性，所以規定必須對已知肝功能不足的病患開較少的藥量。腎功能不足也會使得甲芬那酸以及其藥物的代謝物在體內堆積。因此不宜用於有顯著腎功能障礙的病患。
另外還與布洛芬交叉过敏。

## 副作用
甲芬那酸已知會造成胃部不適，所以建議服用這個藥物時必須配合食物或是牛奶一起服用。也有可能引發嗜睡。也因為如此，所以建議在進行該藥物治療的期間要避免駕車與飲用酒精飲料。
甲芬那酸其他已知較為溫和的副作用包括頭疼、緊張與嘔吐。而較為嚴重的副作用可能包括了腹瀉、吐血、視力模糊、皮膚起紅疹紅腫且癢、 喉嚨痛與發燒等等。在服藥期間如果出現上述這些症狀，建議立即諮詢醫生。
非類固醇消炎止痛藥可能會使得高血壓惡化。所以如果有高血壓、左心室功能不良以及心衰竭的病患都要避免服用這類非類固醇消炎止痛藥。

## 合成
類似芬那酸，甲芬那酸化合物可以藉由2-氯苯甲酸（2-chlorobenzoic acid）與2,3-二甲苯胺（2,3-xylidine）兩個化合物來合成。

## 資料來源
- .   [2005-09-28]. （原始内容存档于2005-08-27） （英语）.
- .   [2005-09-28]. （原始内容存档于2005-11-09） （英语）.
- .   [2008-12-27]. （原始内容存档于2011-07-01） （英语）.
- .   [2008-12-27]. （原始内容存档于2011-07-14） （英语）.

## 外部連結
- MEFEN F.C TABLETS 500MG (MEFENAMIC ACID) （页面存档备份，存于）
- "井田"莫炎膜衣錠５００毫克（每非那） （页面存档备份，存于）
- MEFEN F.C TABLETS 500MG (MEFENAMIC ACID)  （页面存档备份，存于）

Template:Prostanoid signaling modulators